# Schizostachyum beddomei
Schizostachyum beddomei är en gräsart som först beskrevs av Cecil Ernest Claude Fischer, och fick sitt nu gällande namn av Radha Binod Majumdar. Schizostachyum beddomei ingår i släktet Schizostachyum och familjen gräs. Inga underarter finns listade i Catalogue of Life.